# Esmee Visser
Esmee Visser (* 27. Januar 1996 in Leiden) ist eine niederländische Eisschnellläuferin.

## Werdegang
Visser hatte ihren ersten internationalen Erfolg bei den Juniorenweltmeisterschaften 2015 in Warschau. Dort gewann sie die Goldmedaille in der Teamverfolgung. Zudem errang sie dort den 22. Platz über 1500 m und den siebten Platz über 3000 m. Ein Jahr zuvor wurde sie niederländische Juniorenmeisterin über 3000 m und 5000 m. Zu Beginn der Saison 2017/18 startete sie in Stavanger erstmals im Weltcup. Dabei gewann sie den 5000-m-Lauf in der B-Gruppe. Im Januar 2018 wurde sie bei den Europameisterschaften in Kolomna Europameisterin über 3000 m. Beim Saisonhöhepunkt, den Olympischen Winterspielen 2018 in Pyeongchang, lief sie mit 6:50,23 Minuten persönliche Bestzeit und holte damit überraschend die Goldmedaille über 5000 m. Zu Beginn der Saison 2018/19 holte sie über 3000 m in Obihiro und über 5000 m in Tomaszów Mazowiecki ihre ersten Weltcupsiege. Bei den Einzelstreckenweltmeisterschaften 2019 in Inzell gewann sie die Silbermedaille über 5000 m. Beim Weltcupfinale in Salt Lake City wurde sie Zweite über 3000 m und erreichte den zweiten Platz im Gesamtweltcup über 3000/5000 m.

## Persönliche Bestzeiten
- 500 m      41,42 s (aufgestellt am 25. Januar 2020 in Heerenveen)
- 1000 m    1:19,81 min (aufgestellt am 19. Januar 2019 in Heerenveen)
- 1500 m    1:57,59 min (aufgestellt am 27. Januar 2019 in Heerenveen)
- 3000 m    3:54,02 min (aufgestellt am 9. März 2019 in Salt Lake City)
- 5000 m    6:45,73 min (aufgestellt am 23. Februar 2019 in Calgary)

## Teilnahmen an Weltmeisterschaften, Europameisterschaften und Olympischen Winterspielen

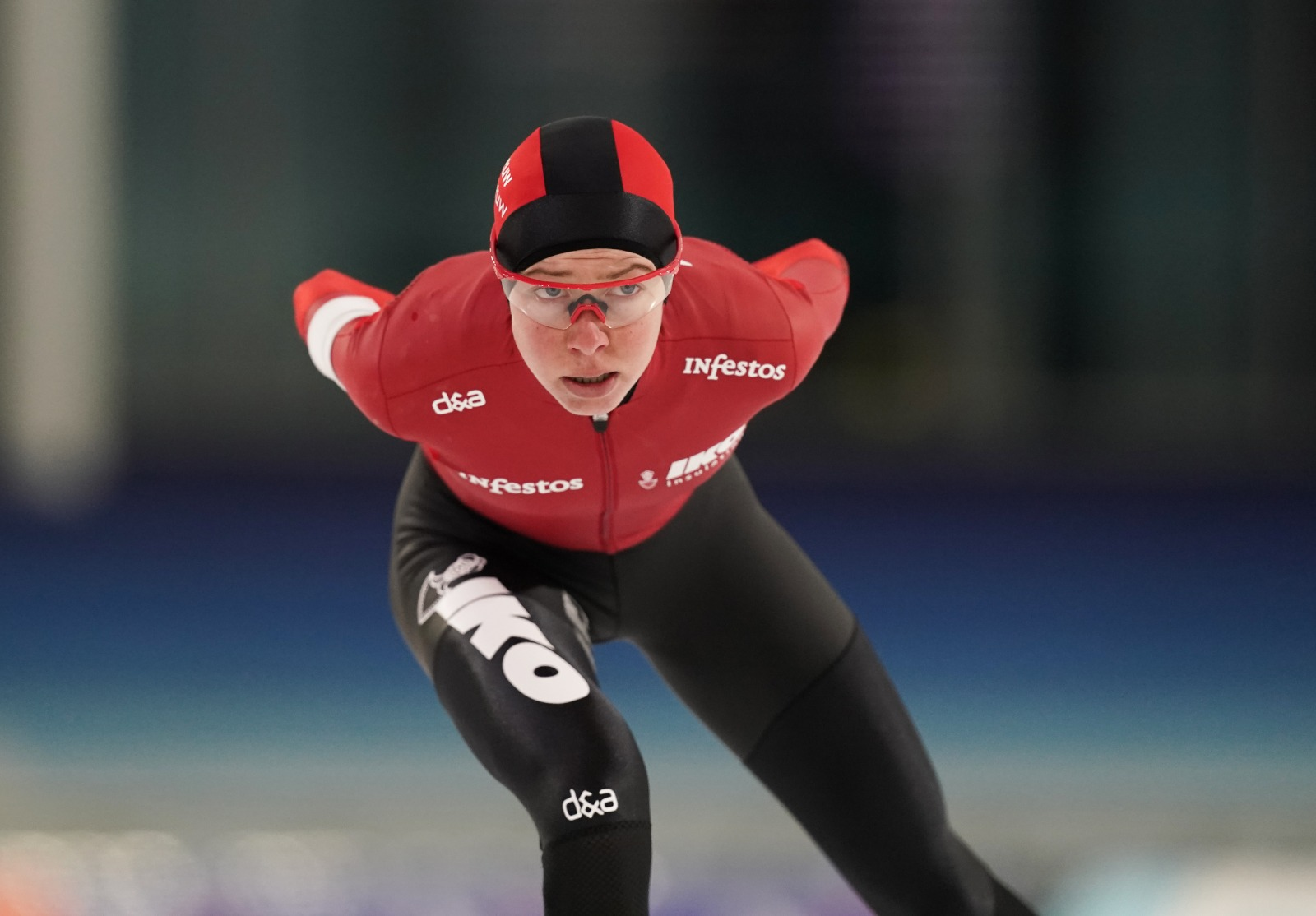
Esmee Visser (2020)

### Olympische Spiele
- 2018 Pyeongchang: 1. Platz 5000 m

### Einzelstrecken-Weltmeisterschaften
- 2019 Inzell: 2. Platz 5000 m
- 2020 Salt Lake City: 3. Platz 5000 m, 5. Platz 3000 m

### Europameisterschaften
- 2018 Kolomna: 1. Platz 3000 m
- 2020 Heerenveen: 1. Platz 3000 m

## Weltcupsiege im Einzel
| Nr. | Datum             | Ort                 | Disziplin |
| --- | ----------------- | ------------------- | --------- |
| 1.  | 18. November 2018 | Obihiro             | 3000 m    |
| 2.  | 9. Dezember 2018  | Tomaszów Mazowiecki | 5000 m    |